# Kabinet-Segni II
Het kabinet–Segni II was de Italiaanse regering van 15 februari 1959 tot 25 maart 1960. Het kabinet was een minderheidsregering en werd gevormd door de politieke partij Democrazia Cristiana (DC) met gedoogsteun van de Liberale Partij van Italië (PLI), de Nationale Monarchistische Partij (PNM), de Monarchistische Volkspartij (PMP) en de Italiaanse Sociale Beweging (MSI) na het aftreden van het vorige kabinet, waarna minister van Buitenlandse Zaken en oud-premier Antonio Segni opnieuw werd benoemd als premier. Het kabinet viel op 24 februari 1960 na dat de PLI haar steun aan het kabinet introk.

## Kabinet–Segni II (1959–1960)
| Ambtsbekleder                   | Ambtsbekleder             | Ambtsbekleder                         | Functie                                  | Ambtstermijn     | Ambtstermijn     | Partij |
| ------------------------------- | ------------------------- | ------------------------------------- | ---------------------------------------- | ---------------- | ---------------- | ------ |
|                                 | Antonio Segni             | Antonio Segni (1891–1972)             | Premier                                  | 15 februari 1959 | 25 maart 1960    | DC     |
| Minister van Binnenlandse Zaken | Antonio Segni             | Antonio Segni (1891–1972)             |                                          | 15 februari 1959 | 25 maart 1960    | DC     |
|                                 | Carlo Russo               | Carlo Russo (1920–2007)               | Secretaris- generaal                     | 15 februari 1959 | 25 maart 1960    | DC     |
|                                 | Giuseppe Pella            | Giuseppe Pella (1902–1981)            | Minister van Buitenlandse Zaken          | 15 februari 1959 | 25 maart 1960    | DC     |
|                                 | Paolo Emilio Taviani      | Paolo Emilio Taviani (1912–2001)      | Minister van Financiën                   | 15 februari 1959 | 25 maart 1960    | DC     |
|                                 | Fernando Tambroni         | Fernando Tambroni (1901–1963)         | Minister van de Schatkist                | 15 februari 1959 | 25 maart 1960    | DC     |
| Minister van het Budget         | Fernando Tambroni         | Fernando Tambroni (1901–1963)         | 26 juli 1960                             | 15 februari 1959 |                  | DC     |
|                                 | Guido Gonella             | Guido Gonella (1905–1982)             | Minister van Justitie                    | 20 mei 1957      | 20 februari 1962 | DC     |
|                                 | Emilio Colombo            | Emilio Colombo (1920–2013)            | Minister van Economische Zaken           | 15 februari 1959 | 22 juni 1963     | DC     |
|                                 | Giulio Andreotti          | Giulio Andreotti (1919–2013)          | Minister van Defensie                    | 15 februari 1959 | 24 februari 1966 | DC     |
|                                 | Camillo Giardina          | Camillo Giardina (1907–1985)          | Minister van Volksgezondheid             | 15 februari 1959 | 20 februari 1962 | DC     |
|                                 | Benigno Zaccagnini        | Benigno Zaccagnini (1912–1989)        | Minister van Arbeid en Sociale Zaken     | 15 februari 1959 | 26 juli 1960     | DC     |
|                                 | Giuseppe Medici           | Giuseppe Medici (1907–2000)           | Minister van Onderwijs                   | 15 februari 1959 | 26 juli 1960     | DC     |
|                                 | Armando Angelini          | Armando Angelini (1891–1968)          | Minister van Transport                   | 5 juli 1955      | 25 maart 1960    | DC     |
|                                 | Giuseppe Togni            | Giuseppe Togni (1903–1981)            | Minister van Infrastructuur              | 20 mei 1957      | 26 juli 1960     | DC     |
|                                 | Mariano Rumor             | Mariano Rumor (1915–1990)             | Minister van Landbouw                    | 15 februari 1959 | 22 juni 1963     | DC     |
|                                 | Giuseppe Spataro          | Giuseppe Spataro (1897–1979)          | Minister van Communicatie                | 15 februari 1959 | 25 maart 1960    | DC     |
|                                 | Umberto Tupini            | Umberto Tupini (1889–1973)            | Minister van Toerisme                    | 15 februari 1959 | 26 juli 1960     | DC     |
|                                 | Giuseppe Bettiol          | Giuseppe Bettiol (1907–1982)          | Minister voor Parlementaire Betrekkingen | 15 februari 1959 | 25 maart 1960    | DC     |
|                                 | Giorgio Bo                | Giorgio Bo (1905–1980)                | Minister voor Publieke Diensten          | 15 februari 1959 | 12 april 1960    | DC     |
|                                 | Rinaldo Del Bo            | Rinaldo Del Bo (1916–1991)            | Minister voor Buitenlandse Handel        | 15 februari 1959 | 25 maart 1960    | DC     |
|                                 | Angelo Raffaele Jervolino | Angelo Raffaele Jervolino (1890–1985) | Minister voor de Koopvaardij             | 15 februari 1959 | 26 juli 1960     | DC     |
|                                 | Mario Ferrari Aggradi     | Mario Ferrari Aggradi (1916–1997)     | Minister voor Staats- deelnemingen       | 15 februari 1959 | 26 juli 1960     | DC     |
|                                 | Giulio Pastore            | Giulio Pastore (1902–1969)            | Minister voor Zuid-Italië                | 1 juli 1958      | 25 juli 1960     | DC     |

De Gasperi II · De Gasperi III · De Gasperi IV · De Gasperi V · De Gasperi VI · De Gasperi VII · De Gasperi VIII · Pella · Fanfani I · Scelba · Segni I · Zoli · Fanfani II · Segni II · Tambroni · Fanfani III · Fanfani IV · Leone I · Moro I · Moro II · Moro III · Leone II · Rumor I · Rumor II · Rumor III · Colombo · Andreotti I · Andreotti II · Rumor IV · Rumor V · Moro IV · Moro V · Andreotti III · Andreotti IV · Andreotti V · Cossiga I · Cossiga II · Forlani · Spadolini I · Spadolini II · Fanfani V · Craxi I · Craxi II · Fanfani VI · Goria · De Mita · Andreotti VI · Andreotti VII · Amato I · Ciampi · Berlusconi I · Dini · Prodi I · D'Alema I · D'Alema II · Amato II · Berlusconi II · Berlusconi III · Prodi II · Berlusconi IV · Monti · Letta · Renzi · Gentiloni · Conte I · Conte II · Draghi · Meloni